# Emma6
Emma6 (Eigenschreibweise: EMMA6) ist eine deutsche Indie-Rock- und Pop-Band, die 2005 in Heinsberg gegründet wurde. Zu ihr gehören Sänger und Gitarrist Peter Trevisan, sein Bruder Henrik am Schlagzeug und Bassist Dominik Republik. Seit 2016 begleitet der Gitarrist Florian Sczesny Emma6 bei Live-Auftritten. 
Der Name der Band beruht auf dem Vornamen einer schottischen Austauschschülerin, die in Heinsberg zu Gast war, und einer Anspielung auf den britischen Geheimdienst MI6, für den die bei den Bandmitgliedern beliebte Filmfigur James Bond tätig ist.
Unter anderem als Vorgruppe von Wir sind Helden sammelte Emma6 bereits umfangreiche Konzerterfahrung, bevor im April 2011 ihre erste Single Paradiso erschienen ist, die sich in den deutschen Singlecharts platzieren konnte. Im selben Jahr spielten sie ihre erste eigene Tour in ganz Deutschland. Die Band nutzte außerdem das Jahr 2012 zur Produktion ihres zweiten Albums Passen mit Hilfe von Mark Tavassol, dem Bassisten von Wir sind Helden.
Während die Vorgänger bei dem Majorlabel Universal Music erschienen, veröffentlichte Emma6 ihr drittes Album Wir waren nie hier (2017) bei dem Hamburger Indie-Label Ferryhouse. Den titelgebenden Song schrieb Florian Sczesny. Das Album wurde in den Bonner Energiekreis Zuckerhut Studios live eingespielt und von David Maria Trapp produziert. Dabei verringerte die Band den Einsatz von Synthesizern und setzte Akustikgitarren, Klavier, Bläser und Streicher ein. Auch dieses Album gelangte kurzzeitig in die deutschen Charts. Die anschließende Tour war zum großen Teil ausverkauft.
2020 erschien die EP Möglichkeiten, an der ebenfalls Sczesny beteiligt war. Sie enthält vier Songs mit bewusst reduziertem Sound.

## Diskografie

### Alben
- 2011: Soundtrack für dieses Jahr (Universal Music Domestic Pop)
- 2013: Passen (Universal Music Domestic Pop)
- 2017: Wir waren nie hier (Ferryhouse)
- 2022: Alles Teil des Plans (Ferryhouse)

### EPs
- 2020: Möglichkeiten (Ferryhouse)

### Singles
- 2011: Paradiso (Universal Music Domestic Pop)
- 2011: Leuchtfeuer (mit Josefine Preuß, Universal Music Domestic Pop)
- 2013: Wie es nie war (Universal Music Domestic Pop)
- 2013: Passen (Universal Music Domestic Pop)
- 2016: Lemminge (Ferryhouse)
- 2016: Das Haus mit dem Basketballkorb (Ferryhouse)
- 2017: Kapitulieren (Ferryhouse)
- 2017: 10 Jahre (Ferryhouse)
- 2020: Hey, Hey, Hey (mit Selig, Ferryhouse)
- 2020: Drei Platten in einem Jahr (Ferryhouse)
- 2020: Gut für dich (Ferryhouse)
- 2020: Weiterwandern (Ferryhouse)
- 2022: Blinder Fleck (Ferryhouse)
- 2022: Nicht nach Haus (Ferryhouse)